# Тэкотэдылькы
Тэкотэдылькы (устпр. Тэкотэдыль-Кы) — река в России, протекает по территории Ямало-Ненецкого автономного округа. Устье реки находится в 11 км по левому берегу реки Тэкоделькы. Длина реки составляет 76 км.
- В 18 км от устья, по левому берегу реки впадает река Кыпа-Тэкотэдылькы.
- В 38 км от устья, по правому берегу реки впадает река Чингалькикя.

## Данные водного реестра
По данным государственного водного реестра России относится к Нижнеобскому бассейновому округу, водохозяйственный участок реки — Таз, речной подбассейн реки — подбассейн отсутствует. Речной бассейн реки — Таз.
Код объекта в государственном водном реестре — 15050000112115300068124.